# Prefektura Ehime

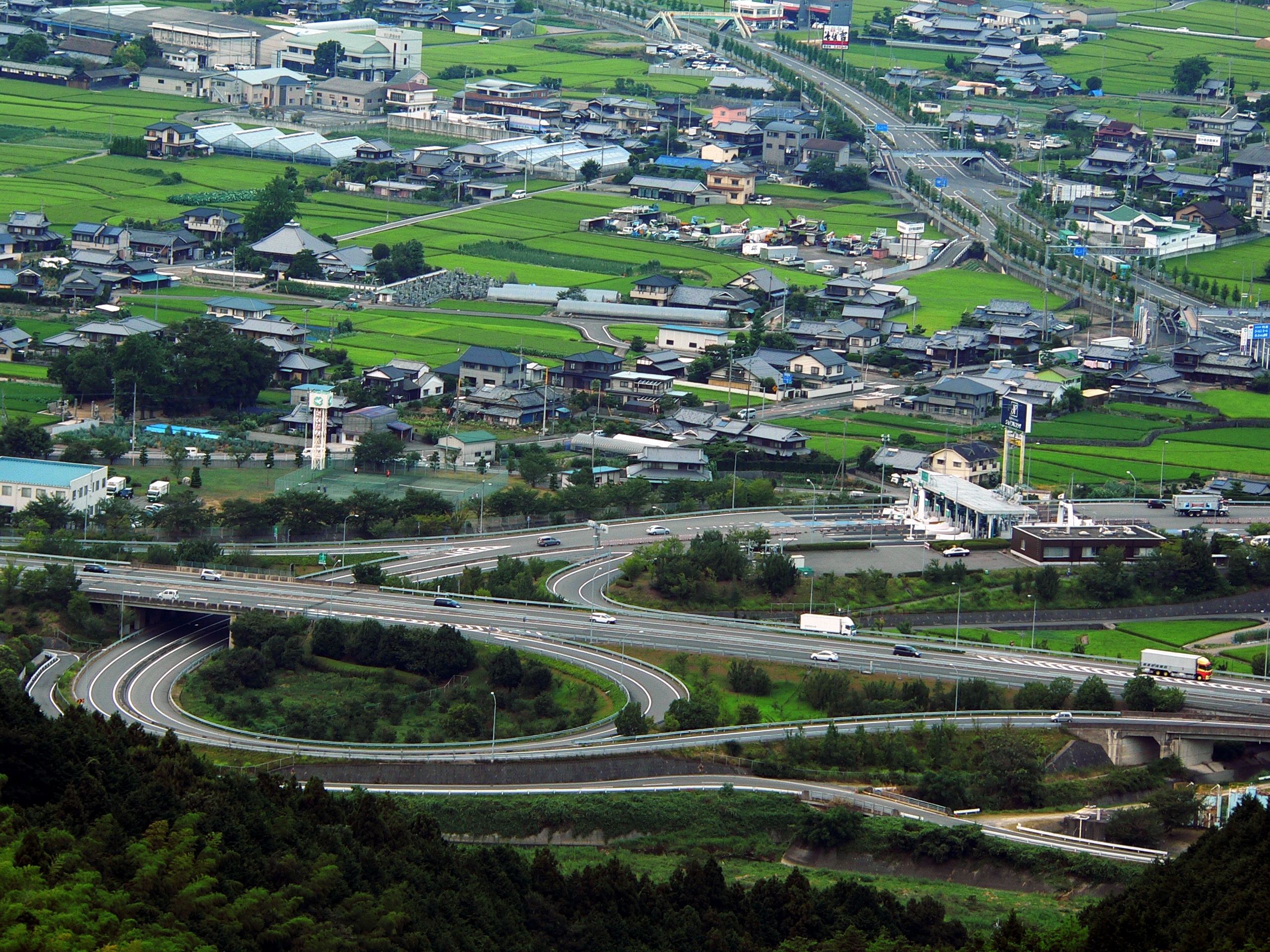
Węzeł drogowy Kawauchi w mieście Tōon

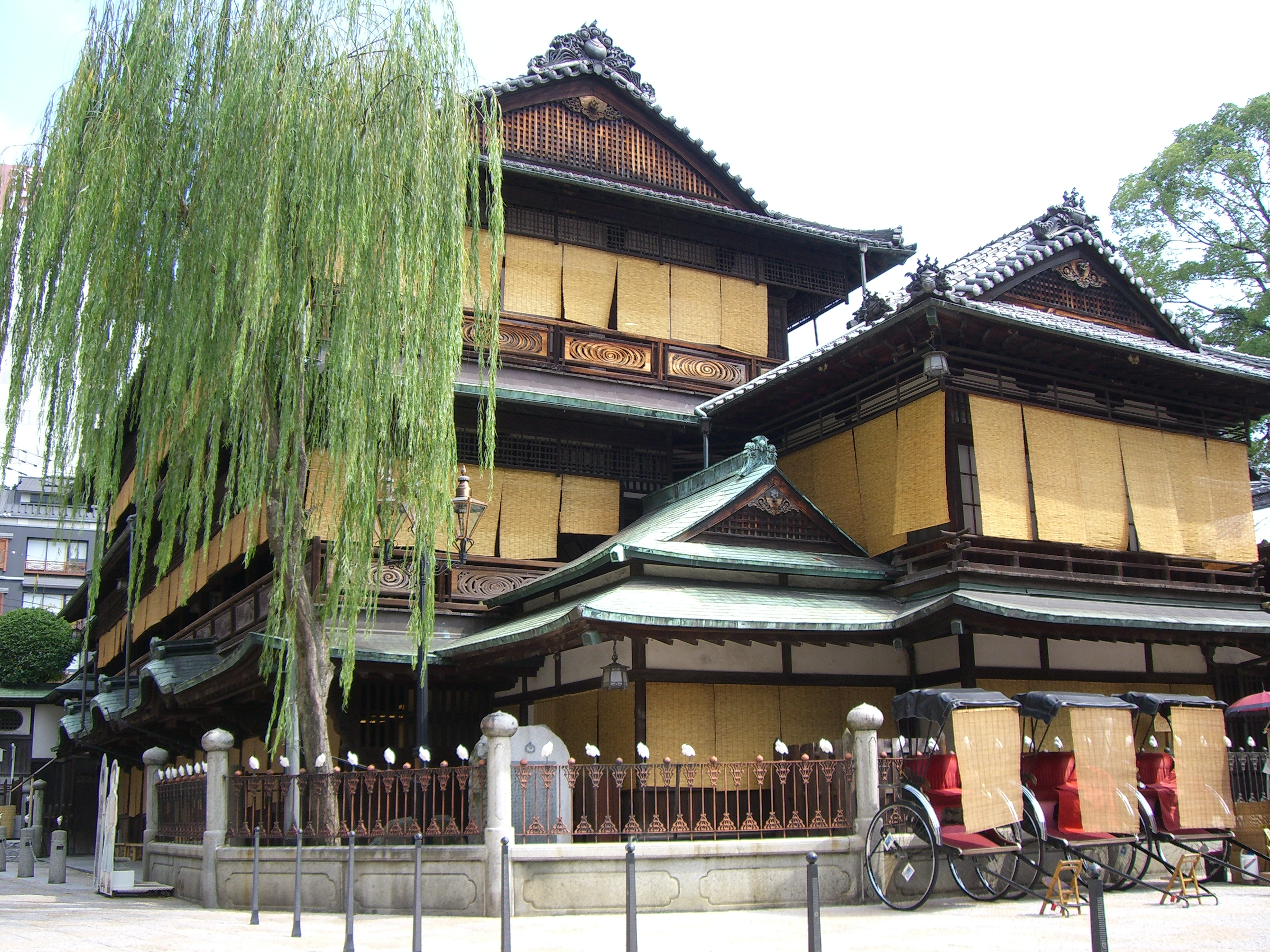
Dōgo Onsen (główny budynek) w Matsuyamie

Prefektura Ehime (jap. 愛媛県 Ehime-ken) – prefektura znajdująca się w północno-zachodniej części wyspy Sikoku, w Japonii. Jej stolicą jest miasto Matsuyama.

## Historia
Do okresu Meiji na terenach obecnej prefektury istniała prowincja Iyo. Po bitwie pod Sekigaharą tereny te otrzymali od Ieyasu Tokugawy jego sprzymierzeńcy na czele z Yoshiaki Katō, który wybudował zamek Matsuyama, tworząc podwaliny dzisiejszego miasta Matsuyama.

## Geografia
Prefektura leży w północno-zachodniej części wyspy Sikoku, nad Morzem Wewnętrznym (Seto-naikai). Dzieli się na trzy części: Nan’yo (Południową), Chūyo (Środkową), Tōyo (Wschodnią). Graniczy z prefekturami: Kagawa i Tokushima na wschodzie i Kōchi na południu.
Rzeźba terenu jest zróżnicowana: od górzystej wewnątrz prefektury, po urozmaicone wybrzeże z licznymi wyspami. Najdalej wysuniętym krańcem prefektury jest półwysep Sadamisaki, który jest najwęższym półwyspem w Japonii.
Z dniem 1 kwietnia 2014 roku 7% całkowitej powierzchni prefektury zostało oznaczone jako obszary chronione, a mianowicie Parki Narodowe Ashizuri-Uwakai i Seto Naikai, Quasi-Park Narodowy Ishizuchi oraz siedem prefekturalnych parków przyrody.

### Miasta
Miasta prefektury Ehime:

- Imabari
- Iyo
- Matsuyama (stolica)
- Niihama
- Ōzu
- Saijō
- Seiyo
- Shikokuchūō
- Tōon
- Uwajima
- Yawatahama

### Miasteczka i wioski
- Iyo
  - Masaki
  - Tobe
- Kamiukena
  - Kumakōgen
- Kita
  - Uchiko
- Kitauwa
  - Kihoku
  - Matsuno
- Minamiuwa
  - Ainan
- Nishiuwa
  - Ikata
- Ochi
  - Kamijima

## Przemysł i rolnictwo
W prefekturze Ehime rozwinęły się przemysły: stoczniowy, chemiczny, papierniczy i tekstylny, a w mieście Matsuyama – rolniczy, maszynowy, petrochemiczny, włókien sztucznych i ceramiczny. Wysoko rozwinięte jest leśnictwo, rolnictwo i rybołówstwo. Koło Uwajimy poławia się perły. W miasteczku Ikata istnieje elektrownia atomowa.
Owoce cytrusowe (mandarynki, pomarańcze) różnego rodzaju (uprawia się w prefekturze ok. 40 rodzajów owoców cytrusowych), m.in.: mikan (Citrus unshiu), ponkan (Citrus reticulata), iyokan (Citrus iyo), natsumikan (Citrus natsudaidai), hassaku (Citrus hassaku)

## Atrakcje turystyczne
- W Ōzu można oglądać tradycyjne połowy pstrągów z wykorzystaniem szkolonych kormoranów, które trwają od 1 czerwca do 20 września. Rybacy wypływają o zmierzchu na drewnianych łodziach oświetlonych pochodniami, których światło przyciąga ryby. Ten widok można podziwiać nad brzegiem rzeki Hiji lub na łodzi[5].
- W Uwajimie można obejrzeć walki pomiędzy bykami. Jest to część kultury ludowej regionu Uwajima. Walki nie mają ograniczenia czasowego. Regularnie zaplanowane turnieje odbywają się pięć razy w roku[6][7].
- Zamek Uwajima – jeden z zaledwie 12 oryginalnych zamków, które przetrwały nietknięte od okresu Edo (1603–1867). W 1615 roku przejął go klan Date, który rządził miastem Uwajima przez okres Edo. Zamek stoi na wzgórzu, które w przeszłości znajdowało się tuż nad morzem, ale rekultywacja terenu wzdłuż wybrzeża sprawiła, że stoi dziś w głębi lądu[8].
- Zamek Matsuyama – znajduje się na stromym wzgórzu Katsu w centrum miasta. Został zbudowany w latach 1602–1628. W 1635 roku został przydzielony rodzinie Matsudaira, krewnym rządzącego rodu Tokugawa, i pozostał w ich rękach do końca epoki feudalnej. Na terenie zamku znajduje się około 200 drzew wiśni (sakura), których kwitnienie jest celem hanami, zwykle na przełomie marca i kwietnia[9].
- Zamek Ōzu – stoi na wzgórzu nad rzeką Hiji, w północno-zachodniej części miasta Ōzu. Jego początki są datowane na rok 1300. Był kilkakrotnie przebudowywany po pożarach, klęskach żywiołowych i katastrofach spowodowanych przez człowieka. Obecny zamek odbudowywano etapami od lat 50. XX wieku, a w 2004 roku ostatecznie ukończono jego przebudowę. W przeciwieństwie do wielu innych zamków, które zostały odbudowane w ubiegłym wieku przy użyciu żelazobetonu, główna część (donżon) została wykonana głównie z drewna, według tradycyjnych technik budowlanych. W rezultacie obecny wygląd jest bliski oryginału nie tylko z zewnątrz, ale także od wewnątrz. Wewnątrz zamku umieszczono eksponaty dotyczące historii Ōzu, mapy dotyczące lokalnej topografii od przeszłości do teraźniejszości, modele zamku oraz zbroje i inne przedmioty należące do byłych feudałów[10].
- Dōgo Onsen w Matsuyamie – najstarsza w Japonii łaźnia publiczna z gorącym źródłem. Słynny, główny budynek (Dōgo Onsen Honkan) został zbudowany w 1894 roku w okresie Meiji. Wygląd zewnętrzny i drewniane wnętrze pełne schodów, przejść i pomieszczeń były inspiracją dla reżysera filmów animowanych, Hayao Miyazakiego, przy tworzeniu filmu animowanego pt.: „Spirited Away: W krainie bogów”[11].
- Góra Ishizuchi (1982 m) – najwyższy szczyt na Sikoku z trasami spacerowymi i wspinaczkowymi. Jedna z nich, zabezpieczona łańcuchami, prowadzi po stromych skałach[12].

## Regionalne specjalności
- Botchan-dango – zestaw trzech małych kulek (przeważnie słodkich) nadzianych na bambusowy patyczek, każda o innym kolorze, wykonanych z kleistej mąki ryżowej (mochiko). Zabarwiane są pastą z fasoli azuki, jajkiem i zieloną herbatą. Wspomina o nich Sōseki Natsume w powieści pt. Botchan (1906, wyd. pol. pt. „Panicz” 2009), której akcja rozgrywa się w Matsuyamie[13][14].
- Chanpon – dosł. mieszanina różnych składników[15]. W Ehime specjalnością jest yawatahama-chanpon, rodzaj lekkiego rosołu z makaronem, ugotowanego z kości kurczaka, bonito i konbu (rodzaj wodorostów). Na wierzchu układa się m.in. smażone mięso (zwykle wieprzowinę), krewetki, rozmaite warzywa[4][3].
- Goshiki-sōmen – pięciokolorowy makaron: kolor żółty uzyskuje się z jajek, zielony ze sproszkowanej zielonej herbaty (matcha), brązowy z mąki gryczanej, czerwony ze śliwek i shiso (rodzaj zioła, Perilla frutescens var. crispa) i zwykły biały[16][15].
- Hana-gatsuo (ang. flower bonito) – suszone płatki ryby bonito (Katsuwonus pelamis, jap. katsuo, ang. skipjack tuna), krojone jak płatki kwiatu. Płatki te nazywają się katsuo-bushi i służą jako dodatek do potraw[3].
- Ichiroku-taruto – rodzaj japońskiego ciastka (wagashi) z delikatną pastą z czerwonej fasoli i nutą owoców yuzu (Citrus junos). Wygląda  bardziej jak rolada niż zwykła tarta. Pojawienie się tego ciastka w Japonii wiąże się z historią z okresu Edo (1603–1868). Sadayuki Matsudaira, feudalny władca domeny Iyo-Matsuyama, przeprowadzając kontrolę dwóch portugalskich statków zacumowanych w zatoce Nagasaki w 1647 roku, spróbował oferowanej mu portugalskiej tarty i uzyskał przepis[17].
- Imotaki – rodzaj gęstej zupy składającej się z: ziemniaków sato-imo (kolokazja jadalna, taro, Colocasia esculenta), ośmiornicy, kurczaka, warzyw i innych składników. Gotuje się je razem w naczyniu, przeważnie na zewnątrz domu jako wspólne danie przyjęcia związanego z podziwianiem jesiennego księżyca (tsuki-mi). Jest to regionalny zwyczaj celebrowany od 300 lat[3][18][15].
- Imabari-yakitori – pieczony kurczak, przyrządzany w odmienny niż w innych częściach kraju, nie na wąskim grillu w postaci szaszłyków, ale w unikalny sposób, znany jako teppan-yaki. Kurczak jest ułożony i pieczony na gorącej, metalowej płycie i dociskany drugą, również gorącą z góry[19][4].
- Iyo-satsuma – danie serwowane głównie w okolicach miasta Uwajima. Mięso ryby jest ugniatane w moździerzu, następnie dodaje się mugi-miso (miso z jęczmienia lub żyta i soi). Mieszankę piecze się, miesza z bulionem i podaje na mugi-meshi (ryż gotowany z jęczmieniem).
- Tai-meshi – pagrus z ryżem. Tradycyjna, lokalna specjalność Ehime. Obszary wschodnie (Imabari i Matsuyama) i południowe (Uwajima) mają własne, charakterystyczne przepisy. Tai-meshi na wschodzie składa się z ryżu i gotowanej całej ryby. Na południu prefektury (Nan’yo) jest to świeża, surowa ryba (sashimi) zanurzana w mieszaninie sosu sojowego (shōyu) i jajka, jedzona z białym ryżem[4].
- Tai-sōmen – pagrus czerwony (Pagrus major, rodzina prażmowatych, Sparidae). Ryba gotowana ze słono-słodkim sosem, jedzona z bardzo cienkim, białym makaronem z mąki pszennej[3][4].

## Galeria

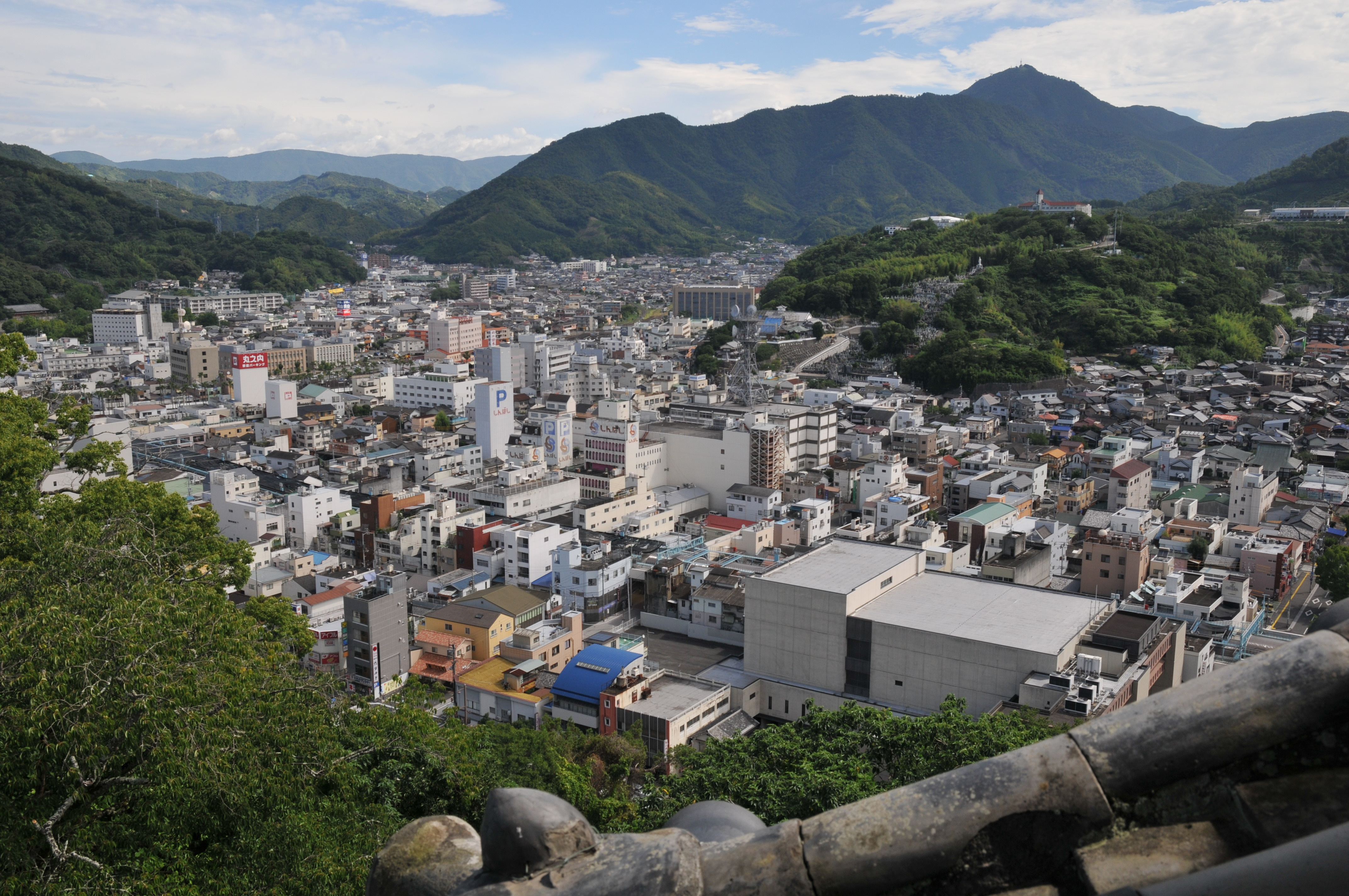
Miasto Uwajima
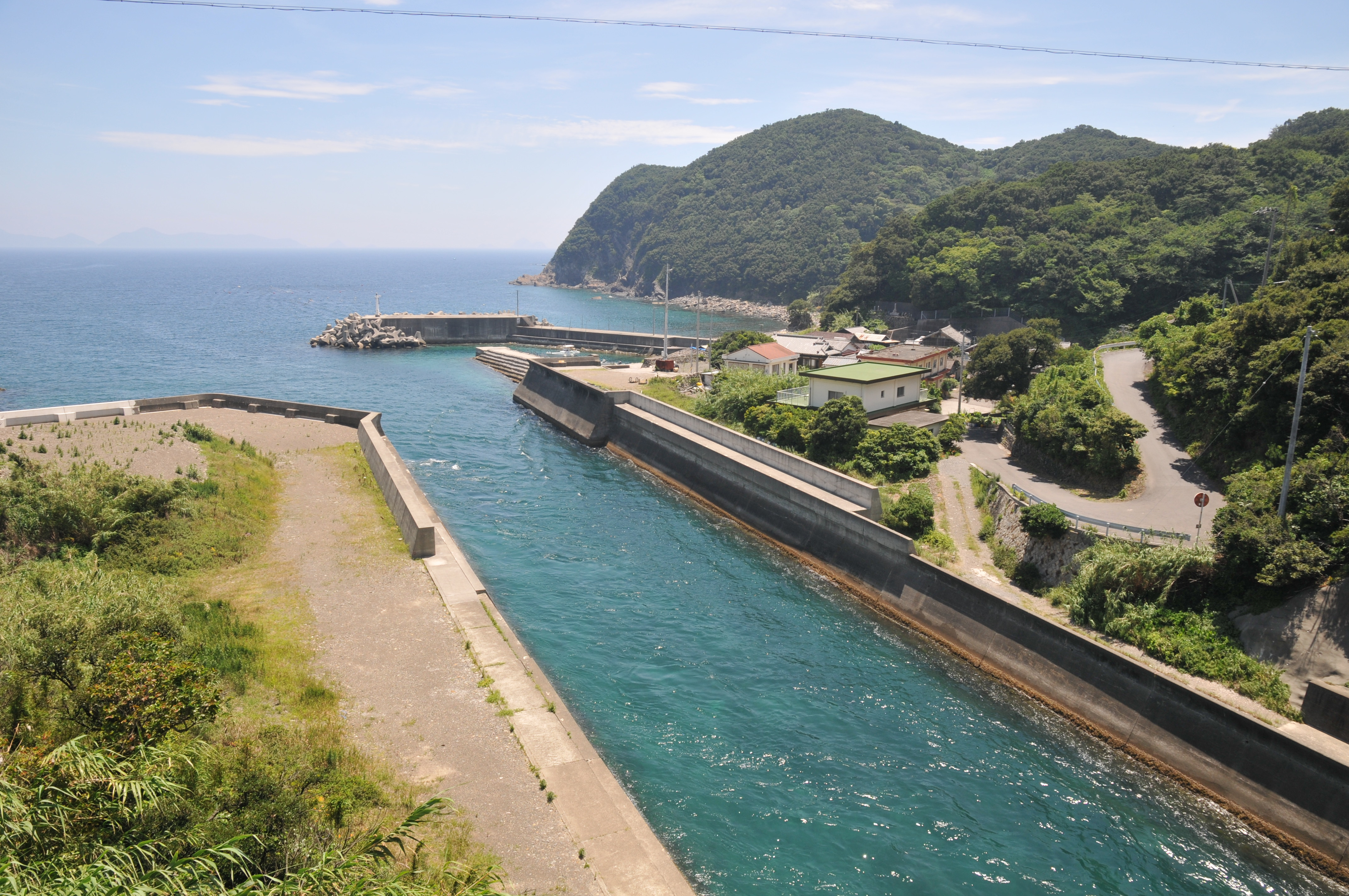
Kanał Funakoshi
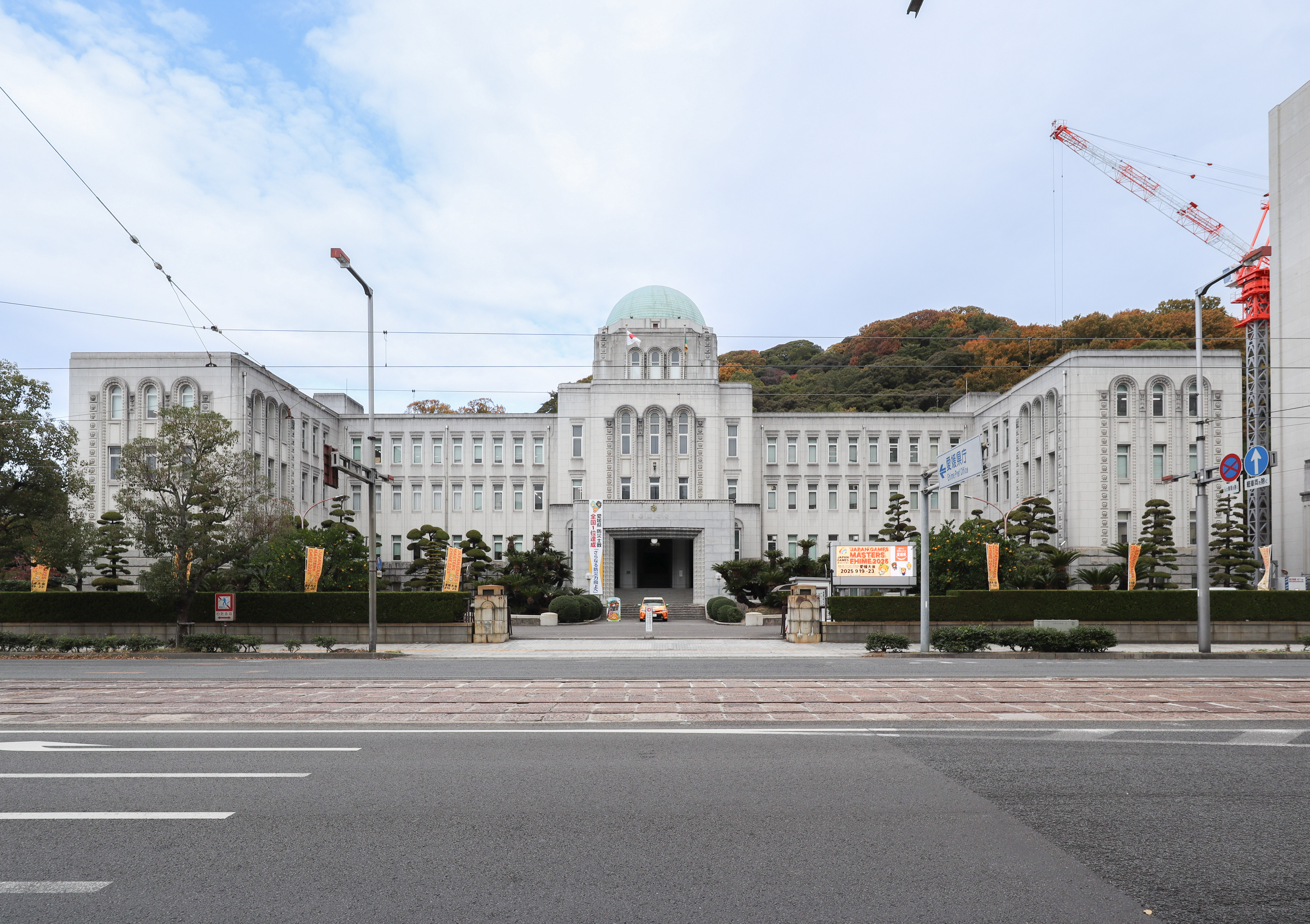
Siedziba władz prefektury w Matsuyamie
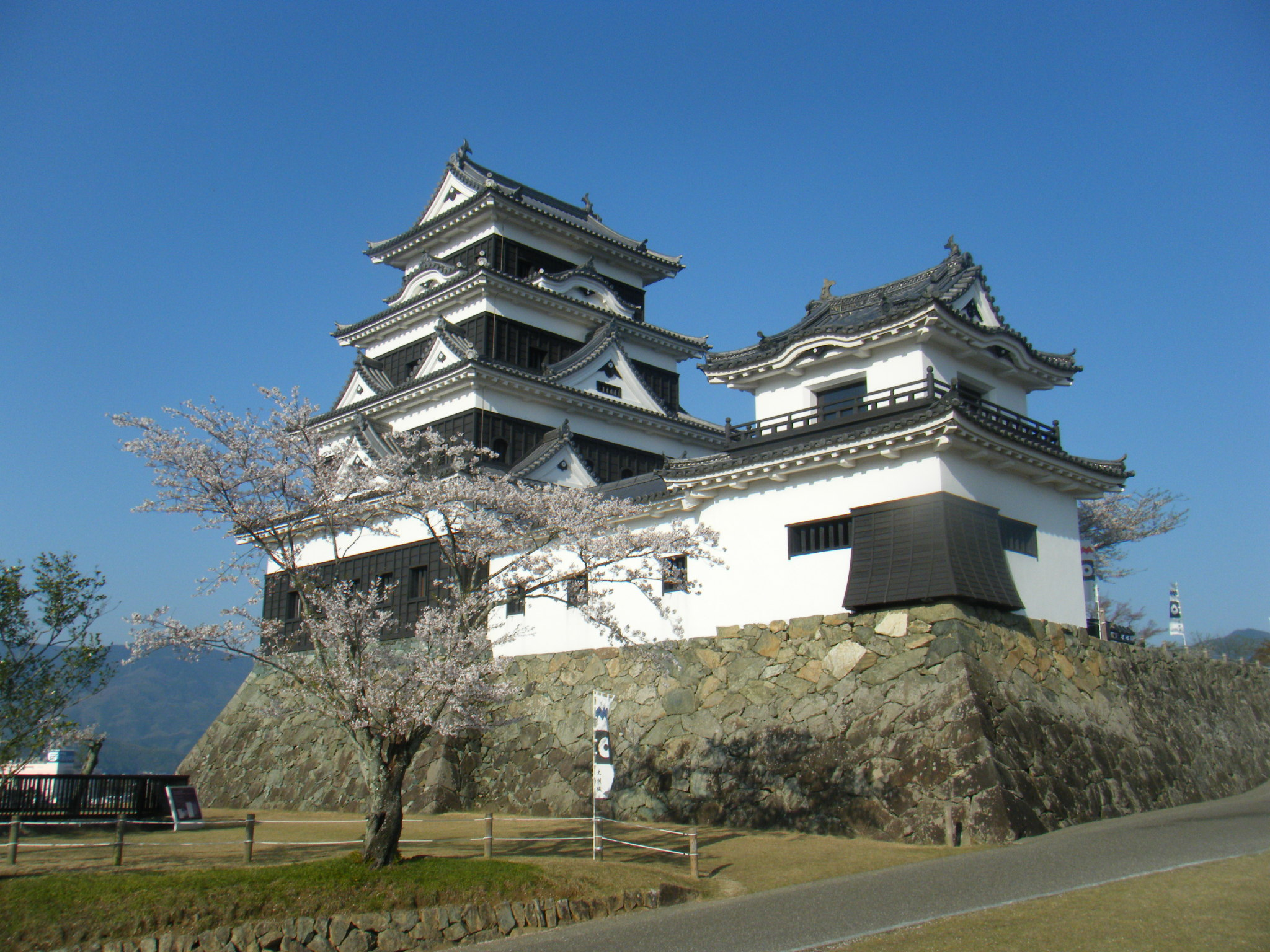
Zamek Ōzu
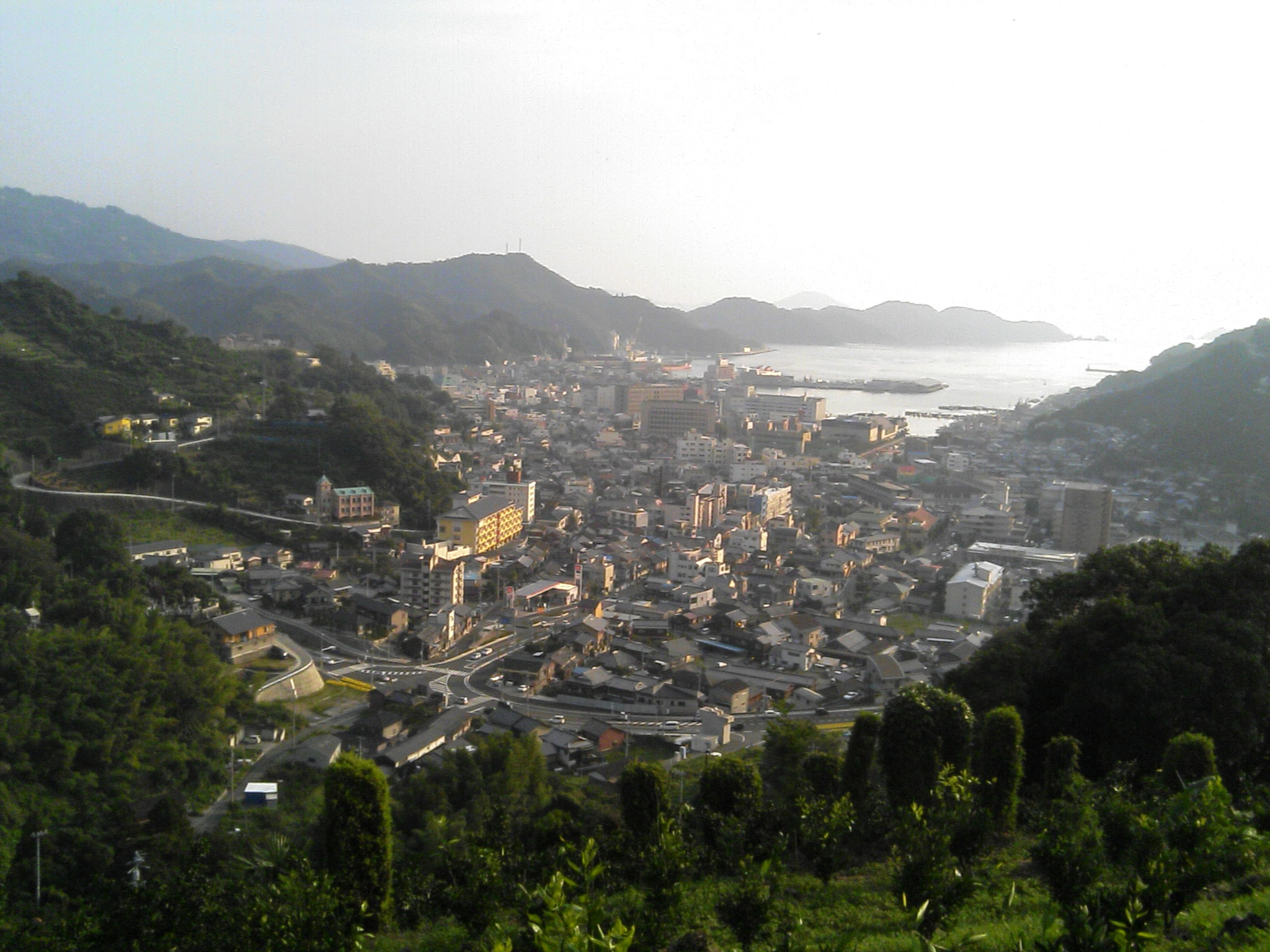
Miasto Yawatahama
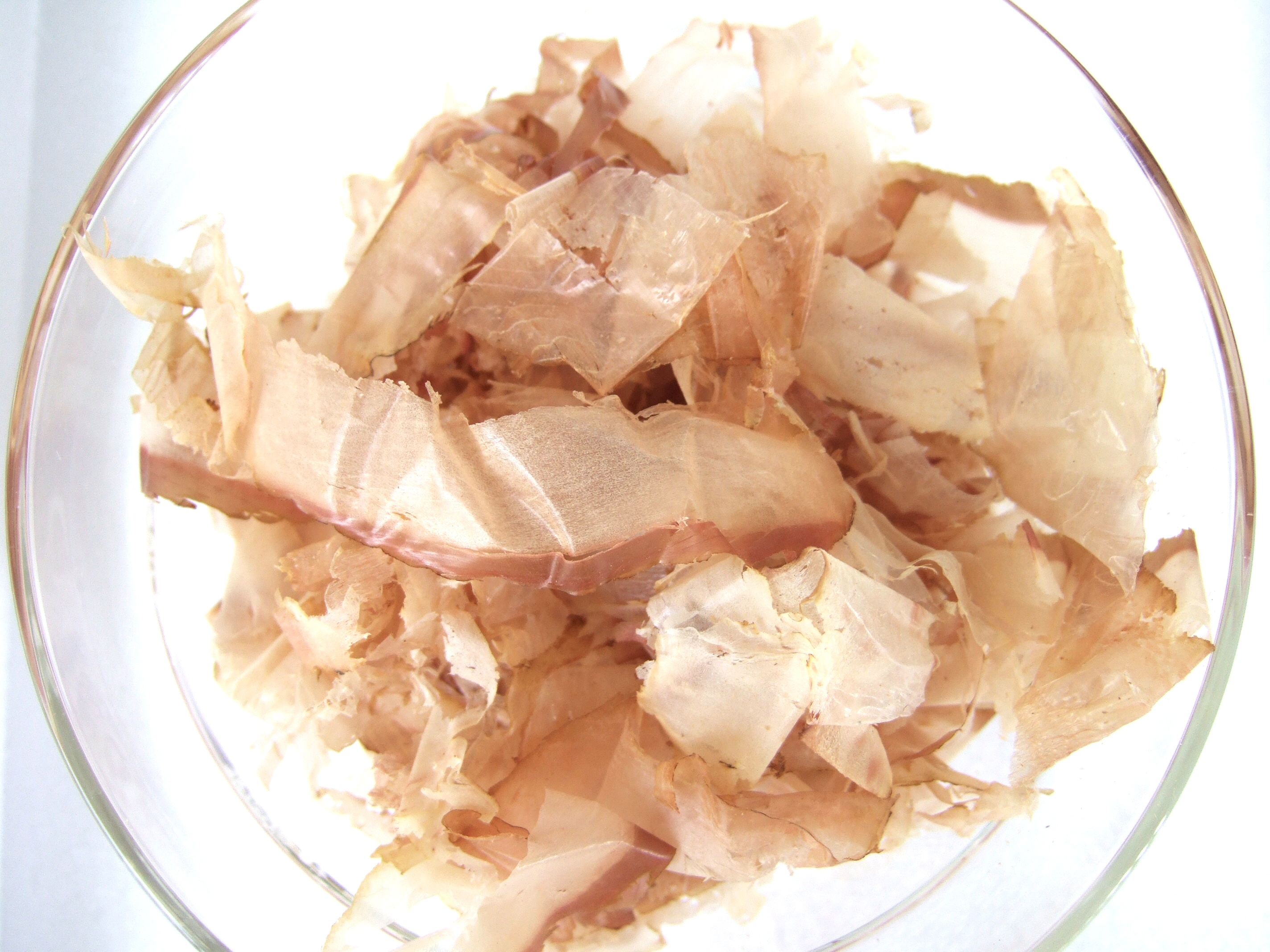
Katsuo-bushi
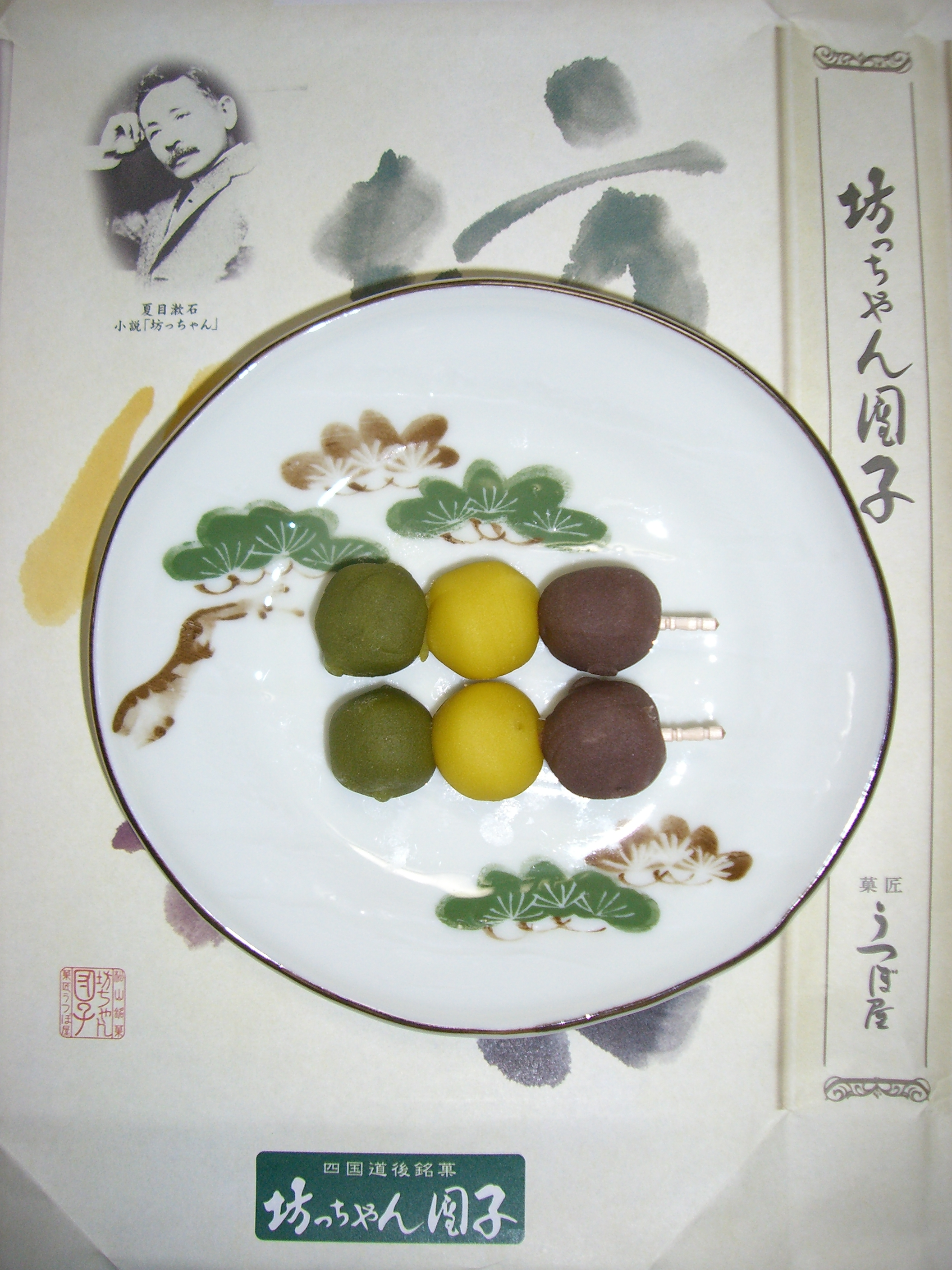
Botchan-dango